# 穆索馬

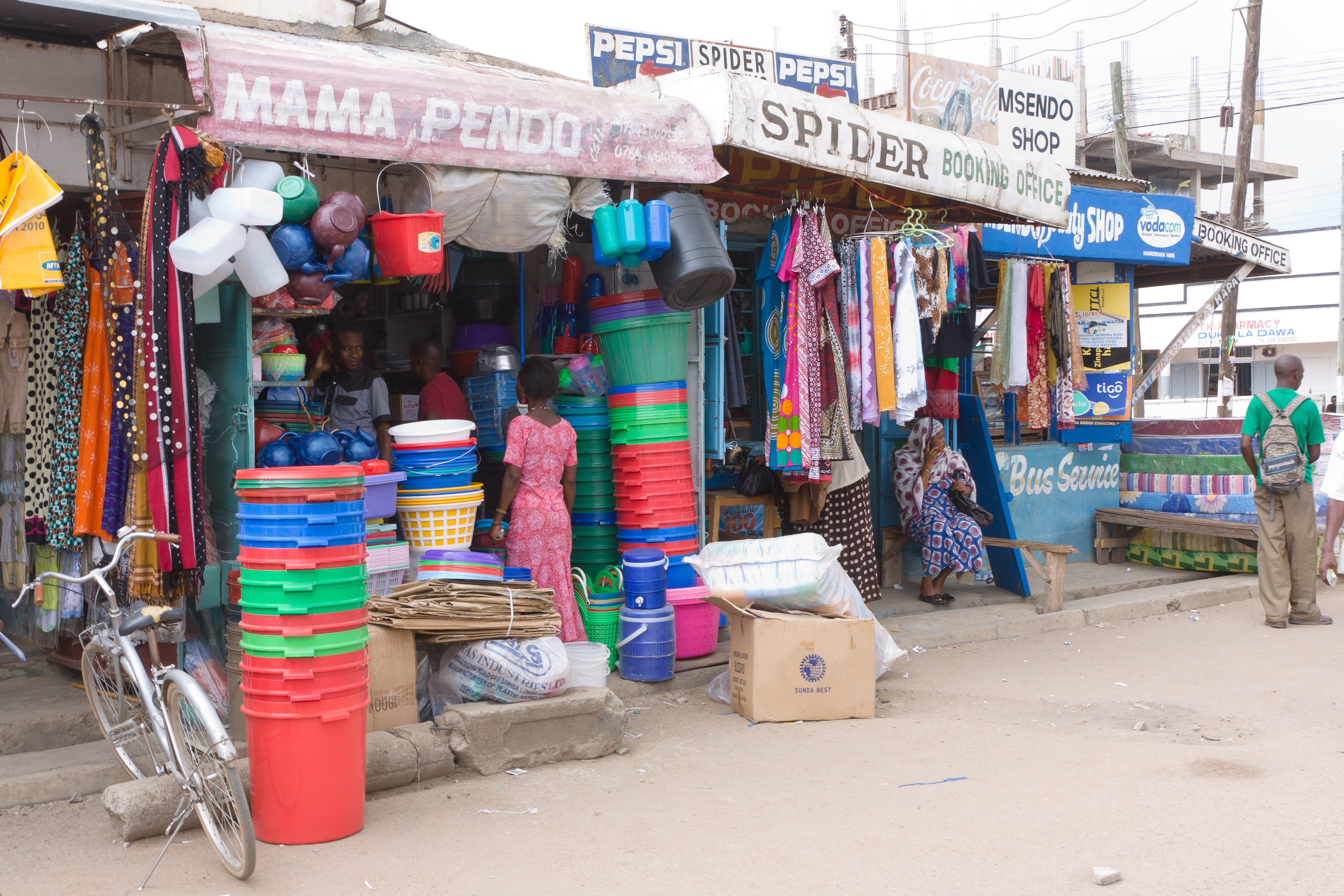
穆索馬的小型商店

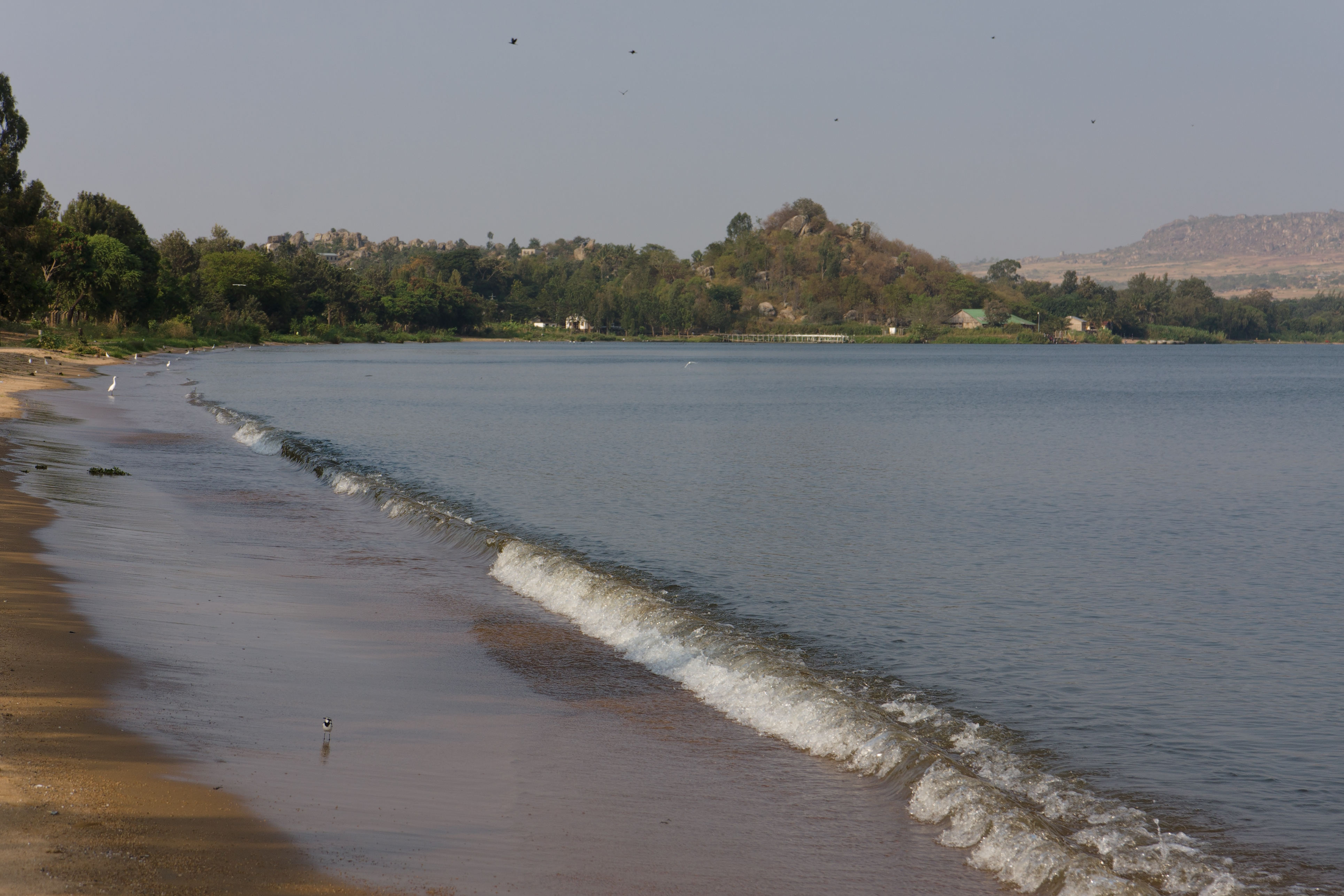
穆索馬位於維多利亞湖畔

穆索馬是坦桑尼亞北部的城市，也是馬拉區的首府，位於維多利亞湖東岸的馬拉河口，接近與肯亞接壤的邊界，2002年人口普查佔計人口為103,497，城市人口增長迅速。
1°30′S 33°48′E / 1.500°S 33.800°E